# Francisco Antonio Nieto Súa

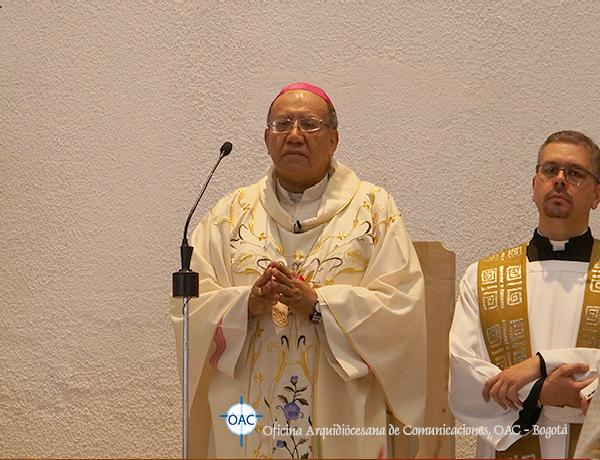
Bischof Francisco Antonio Nieto Súa (2016)

Bischofswappen

Francisco Antonio Nieto Súa (* 17. September 1948 in Panqueba) ist ein kolumbianischer römisch-katholischer Geistlicher und emeritierter Bischof von Engativá.

## Leben
Der Erzbischof von Bogotá und Militärvikar von Kolumbien, Aníbal Kardinal Muñoz Duque, spendete ihm am 30. November 1973 das Sakrament der Priesterweihe.
Papst Benedikt XVI. ernannte ihn am 22. Oktober 2008 zum Titularbischof von Teglata in Numidia und Weihbischof in Bogotá. Die Bischofsweihe spendete ihm der Erzbischof von Bogotá, Pedro Kardinal Rubiano Sáenz, am 17. November desselben Jahres; Mitkonsekratoren waren Erzbischof Aldo Cavalli, Apostolischer Nuntius in Kolumbien, und Héctor Luis Gutiérrez Pabón, Bischof von Engativá.
Am 2. Februar 2011 wurde er zum Bischof von San José del Guaviare ernannt und am 11. März desselben Jahres in das Amt eingeführt.
Papst Franziskus ernannte ihn am 26. Juni 2015 zum Bischof von Engativá. Die Amtseinführung fand am 27. Juli desselben Jahres statt.
Am 29. Juni 2024 nahm Papst Franziskus seinen altersbedingten Rücktritt an.